# Ionuţ Gheorghe
Ionuț Gheorghe (Costanza, 29 febbraio 1984) è un pugile rumeno.

## Palmarès

### Olimpiadi
- 1 medaglia:
  - 1 bronzo (Atene 2004 nei pesi superleggeri)

### Europei dilettanti
- 1 medaglia:
  - 1 bronzo (Plovdiv 2006 nei pesi superleggeri)

### Campionati dilettanti dell'UE
- 1 medaglia:
  - 1 argento (Dublino 2007 nei pesi superleggeri)